# Варги
Варги (Уарги) са митични същества от скандинавската култура.

## В митологията
Варгите са митологични създания, срещани главно в северните (Нордически) митологии. Под името „варг“ най-често се е имало предвид огромен и демоничен вълк. Такъв в скандинавската митология е Фенрир – дете на Локи и великанката Ангрбода, а също и Скол и Хати – двата вълка, които преследват Слънцето и Луната и ги поглъщат по време на Последната битка на боговете – Рагнарьок. Към групата може да бъде причислен и Гарм (Горм) – вълка/кучето на Повелителката на подземното кралство на мъртвите – Хел.
Като „ездитни“ животни вълците/варгите са описани отново в скандинавската митология. Такъв е случаят с вьолвата (прорицателката) Хиндла, която се придвижва, яхнала вълк, а също така и великанката Хирокин, пристигнала за погребението за Балдер върху огромен вълк.

## В творчеството на Толкин
В творчеството на британския писател на фентъзи книги Дж. Р. Р.Толкин, варгите са същества обитаващи земите край река Андуин. Те са яздени от орки. Вероятно става въпрос за особен подвид вълци, дошли от северните области на Средна земя, които са значително по-едри от останалите. Може да се предположи, че във вените им е течала кръвта на легендарния Кархарот – най-могъщият вълк, раждан някога в Средна земя и тези вълци са негови потомци.

### В книгата „Хобитът“
В „Хобитът“ варгите гонят Билбо, Гандалф и дружината джуджета, като ги обсаждат на Рогоскала и в гората, а също участват в Битката на петте армии.

### В трилогията „Властелинът на пръстените“
През Третата епоха от Средна земя, варгите са споменати на две места. В първия случай те нападат Задругата на пръстена в подножието на Карадрас – най-високият и коварен връх в Мъгливите планини. Гандалф ги отблъсва със силата на пръстена на Огъня – Нария.
Във втория Варгите са изпратени от Саруман – отрекъл се от доброто вълшебник – за нападение на Кралство Рохан: „Най-отпред препускали дунеземски конници и огромна орда от страховитите орки-вълкоездачи, що всявали ужас у конете. Те били много бързи и умело избягвали плътния противников строй, тъй като обикновено целта им била да унищожават откъснати групи или да преследват бегълци; но при необходимост можели с дива ярост да си пробиват път през конни отряди, като разкъсвали коремите на конете.“